# Sidnéia Rossi
Sidnéia Rossi (São Paulo, 28 de outubro de 1991 - São Paulo, outubro de 1991) foi uma atriz brasileira, conhecida por ser a primeira atriz a interpretar a Dona Benta do Sítio do Picapau Amarelo em televisão . 

## Carreira
Iniciou sua carreira artística na década de 1950 em teatro, tendo sido integrante do Teatro Brasileiro de Comédia (TBC), além da Companhia teatral de Nydia Licia e Sérgio Cardoso. 
Em 1952 ingressou na TV Tupi para participar da adaptação de Sítio do Picapau Amarelo, interpretando Dona Benta. Na década de 1960 integrou o elenco de vários teleteatros na TV Excelsior.
Em cinema seus primeiros papeis foram em Floradas na Serra e Candinho, ambos de 1954. 

## Filmografia

### Televisão
| Ano       | Título                         | Personagem         | Notas                                  |
| --------- | ------------------------------ | ------------------ | -------------------------------------- |
| 1952-1953 | Sítio do Picapau Amarelo       | Dona Benta         |                                        |
| 1952-1956 | Grande Teatro Tupi             | Várias personagens |                                        |
| 1953      | Grande Teatro Infantil Gardano | Nobre              | Episódio: "A Bela Adormecida"          |
| 1954      | Teatro Sopatel                 | —                  | Episódio: "O Diletante"                |
| 1954      | Teatro de Mistério             | —                  | Episódio: "O Crime do Palacete Isabel" |
| 1975      | Vila do Arco                   | Dona Idália        |                                        |
| 1976      | Os Apóstolos de Judas          | Domitila           |                                        |
| 1976      | Deu a Louca no Show            | —                  |                                        |

### Cinema
| Ano  | Título                              | Personagem     |
| ---- | ----------------------------------- | -------------- |
| 1954 | Floradas na Serra                   | —              |
| 1954 | Candinho                            | Dona Antonieta |
| 1955 | Aí Vem o General                    | Dona Estefânia |
| 1975 | As Mulheres sempre Querem Mais      | —              |
| 1975 | As Secretárias... Que Fazem de Tudo | —              |
| 1975 | O Sexo Mora ao Lado                 | Esmeralda      |
| 1978 | Que Estranha Forma de Amar          | —              |

## Teatro[6]
| Ano  | Título                  | Direção                |
| ---- | ----------------------- | ---------------------- |
| 1954 | A Filha de Iório        | Ruggero Jacobbi        |
| 1955 | Cantiga de Ninar        | Evaristo Ribeiro       |
| 1956 | A Casa de Bernarda Alba | Flaminio Bollini Cerri |
| 1956 | A Rosa Tatuada          | Flaminio Bollini Cerri |
| 1957 | A Rainha e os Rebeldes  | Maurice Vaneau         |
| 1957 | A Hora da Fantasia      | A. Hamaza              |
| 1958 | A Alma Boa de Set-Suan  | Flaminio Bollini Cerri |
| 1958 | O Casamento Suspeitoso  | Hermilo Borba Filho    |
| 1958 | A Valsa de Toureadores  | Augusto Boal           |
| 1958 | O Marido Confundido     | Ruggero Jacobbi        |
| 1959 | O Soldado Tanaka        | Sérgio Cardoso         |
| 1960 | Morte e Vida Severina   | Clemente Portella      |
| 1962 | Tia Mame                | Odilon Azevedo         |
| 1973 | Bodas de Sangue         | Antunes Filho          |